# مهدی محمودیان
مهدی محمودیان (زاده ۱۳۵۷)، زندانی سیاسی و فعال اصلاح طلب، عضو کمیته اطلاع‌رسانی جبهه مشارکت و انجمن دفاع از حقوق زندانیان این حزب اصلاح طلب است.

## زندگی‌نامه
مهدی محمودیان به مدت ۱۵ سال در حزب مشارکت و حزب اتحاد فعال بود که سرانجام در ۱۱ اردیبهشت ۱۳۹۹ از این دو حزب جدا شد. او از فعالان حقوق بشر در ایران و عضو کمیته انجمن دفاع از حقوق زندانی‌ها است.

### در سال ۱۳۸۸
با وجود تمامی فشارها بر مهدی محمودیان و دیگر زندانیان سیاسی در دی ۱۳۸۹ مهدی محمودیان خطاب به سید محمد خاتمی و میر حسین موسوی و مهدی کروبی نامه‌ای نوشت و از این سه رهبر جنبش در خواست نمود تا از مواضع به حق خویش کوتاه نیایند. در بخشی از این نامه آمده‌است: «از شما تقاضا دارم به حرمت خون شهدای انقلاب از آغاز تا امروز و به حرمت گریه‌ها و دلتنگی‌های مادران، پدران، همسران و فرزندان شهدا و اسرای جنبش سبز و به حرمت شکنجه دیدگان کهریزک، بند ۲۰۹ و ۲-الف و سایر زندانها و بازداشتگاه‌های پیدا و پنهان دیگر همان‌طور که تاکنون از اهداف و آرمان‌های آزادی خواهانه و عدالت جویانه مردم خداجوی ایران پاسداری کرده‌اید کماکان ادامه داده و به هیچ قیمتی از مواضع به حق و اصولی خود دست برندارید.»
اولین جلسه دادگاه مهدی محمودیان روز چهارشنبه ۱۱ اسفندماه برگزار گردید. در تاریخ ۲۶ اردیبهشت در غیاب وکیلش در دادگاه بدوی به جرم تبانی علیه نظام به ۵ سال حبس تعزیری محکوم گردید.

### بازداشت دوم در سال ۱۳۹۸
مهدی محمودیان در ۱۹ آذر ۱۳۹۸ در دادسرای فرهنگ و رسانه حاضر و به خاطر عدم تأمین وثیفه ۵۰۰ میلیونی، بازداشت و سپس به بند دو الف سپاه انتقال یافت. وی در ۹ دی همان سال آزاد شد. وی در پی دادگاهش در تاریخ ۱ شهریور ۱۳۹۹ به مجموع ۵ سال حبس محکوم شد. مهدی محمودیان به یک سال حبس بابت امضا بیانیه ۷۷ نفر و به اتهام اجتماع و تبانی به قصد برهم زدن امنیت کشور به چهار سال حبس تعزیری محکوم شده‌است. وکیل او در پیامی نوشت: «چهار سال حکم به دلیل فراخوان روشن کردن شمع به یاد جانباختگان هواپیمای اکراینی و یک سال حبس به خاطر امضای بیانیه موسوم به ۷۷ نفر» او در شهریور ۱۳۹۹ به زندان معرفی شد و سرانجام در ۲۰ آذر ۱۳۹۹ با قید کفالت آزاد شد.

### بازداشت سوم در سال ۱۴۰۰
در ۲۳ مرداد ۱۴۰۰ او به همراه جمعی دیگر که قصد به جریان انداختن شکوائیه‌ای دربارهٔ قصور در جلوگیری از کرونا در ایران داشتند، بازداشت شدند. این پیگیری‌ها بعدتر به پرونده دادخواهان سلامت یا مدافعان سلامت مشهور شد. به گزارش وکیل او، در کیفرخواست او و همراهانش عناوین «تشکیل و اداره گروه معاند نظام، فعالیت تبلیغی علیه نظام و اخلال در نظم عمومی» آمده‌است. پس از این بازداشت، حکم قبلی محمودیان به اجرا گذاشته شد و وی ملزم به تحمل ۵ سال حبس شد.
او در تاریخ ۱۳ دی ۱۴۰۲ پس از سی ماه حبس از زندان اوین آزاد شد.

## در نظرگاه دیگران
عبدالرضا داوری، فعال سیاسی ایرانی درباره محمودیان چنین توئیت زد که: «متأسفانه مهدی محمودیان فرصت مرخصی درمانی از زندان را به گعده گذار از ج ا فروکاست تا با میزبانی مشاوران و دختران میرحسین در منزلش، مقدمات برگزاری کنفرانس عبور از ج ا را با هدایت امیرارجمند و سرویس فرانسه و محوریت بیانیه‌های موسوی در پاریس کلید بزنند.» او بعداً در مصاحبه با انصاف نیوز دربارهٔ توئیتش گفت، این توئیت خیرخواهانه بوده و گفت: «آقای محمودیان قبل از عید که در زندان بودند در بازرسی که در اتاقشان در اوین انجام شده موبایل پیدا کرده‌اند.» محمد توکلی، از خبرنگاران انصاف نیوز اما ادعاهای داوری را بدون سند و اتهام زنی می‌داند.